# Androstephium
Androstephium es una género de plantas herbáceas pertenecientes a la subfamilia de las brodieóideas  dentro de las asparagáceas. Incluye dos especies que se distribuyen en Norteamérica.

## Descripción
Son hierbas, perennes, bulbosas, con el bulbo cubierto por una membrana. Con varias hojas basales; lineales. Las inflorescencias en forma de umbela, terminal, con tres brácteas lanceoladas. Frutos capsulares, 3-angulados, subglobosos, dehiscencia loculícida. Semillas de color negro, planas.

## Taxonomía
El género fue descrito por John Torrey  y publicado en Report on the United States and Mexican Boundary . . . Botany 2(1): 218–219. 1859.
Etimología
Androstephium: nombre genérico que deriva del griego andros =  "estambre", y stephanos = "corona", en referencia a los filamentos fusionados que forman una corona.

## Especies deAndrostephium
- Androstephium breviflorum S.Watson, Amer. Naturalist 7: 303 (1873).

- Androstephium caeruleum (Scheele) Greene, Pittonia 2: 57 (1890).